# USS Port Royal (CG-73)
Za druge ladje z istim imenom glej USS Port Royal
USS Port Royal (CG-73) je raketni rušilec VM ZDA; zadnji, ki je bil zgrajen v 20. stoletju in prvi, ki omogoča ženske med posadko.

## Zgodovina
Gradnja se je začela 18. oktobra 1991 v ladjedelnici Ingalls Shipbuilding (Pascagoula, Mississippi). Splavljena je bila 20. novembra 1992 in uradno sprejeta v uporabo 9. julija 1994 (Savannah, Georgia).
Port Royal je 1996 odplula v sestavo Nimitzove bojne letalonosilne skupine. CVBG je sodelovala v operaciji Južna straža, toda v marcu 1996 je odplula v Južnokitajsko morje med tretjo krizo v tajvanski ožini.
Nato se je vrnila v Nimitzovo bojno skupino in sodelovala v operaciji Južna straža od septembra 1997 do marca 1998.
Januarja 2000 je odplula z bojno skupino John C. Stennis v podporo operacije Južna straža. Domov se je vrnila julija zaradi poškodbe trupa, ko je lovila plovilo, ki je bilo osumljeno tihotapljenja iraške nafte. 
Port Royal je zapustila Pearl Harbor 17. novembra 2001, da bi se pridružila Stennisovi skupini.